# Plastic Tree (アルバム)
『Plastic Tree』（プラスティック トゥリー）は、Plastic Treeの16枚目のオリジナル・アルバム。2024年5月29日発売。発売元はビクターエンタテインメント。

## 概要
前作『十色定理』（2020年）から約4年2ヶ月ぶりのリリースとなる、16枚目のオリジナル・アルバム。バンドキャリア至上初となるセルフタイトル作品。
既発シングル曲「痣花」「ざわめき」に新録曲8曲を加えた全10曲を収録。新録曲8曲については、前作『十色定理』と同様に、メンバー4人がそれぞれ単独で作詞作曲を行った曲を2曲ずつ収録している。
完全生産限定盤、通常盤の2タイプ発売。各タイプのCDの収録内容は同一。完全生産限定盤には、およそ60分収録のドキュメンタリーDVD「プラっと語リー酒〜“Plastic Tree”編〜」、A5サイズ全100頁ハードカバーブックレットが付属。早期予約キャンペーンとして、Plastic Tree 結成三十周年“樹念”ロゴ・ステッカー、特典CD「Plastic Tree(Instrumental)」、Plastic Tree 結成三十周年“樹念”ロゴ・アクリルキーホルダーなどの特典や、インターネットサイン会が企画された。

## 収録曲
CD収録曲は各タイプ共通。全編曲：Plastic Tree。
1. ライムライト [6:39][1]
  - 作詞・作曲：長谷川正
2. ざわめき [4:29][1]。
  - 作詞：有村竜太朗、作曲：長谷川正

44thシングル。
3. no rest for the wicked [4:30][1]
  - 作詞・作曲：ナカヤマアキラ
4. ゆうえん [3:57][1]
  - 作詞・作曲：佐藤ケンケン
5. シカバネーゼ [3:40][1]
  - 作詞・作曲：ナカヤマアキラ
6. 宵闇 [4:01][1]
  - 作詞・作曲：佐藤ケンケン
7. Invisible letter [4:45][1]
  - 作詞・作曲：長谷川正
8. 痣花 [5:51][1]
  - 作詞：有村竜太朗、作曲：長谷川正

43rdシングル。
9. メルヘン [6:06][1]
  - 作詞・作曲：有村竜太朗

本作のリードトラック。MVが製作されている。
10. 夢落ち [9:48][1]
  - 作詞・作曲：有村竜太朗

## 完全生産限定盤付属内容
- DVD『プラっと語リー酒〜“Plastic Tree”編〜』
- A5サイズハードカバーブックレット(全100ページ)